# Reamonn/Diskografie
Diese Diskografie ist eine Übersicht über die musikalischen Werke der deutschen Pop-Rock-Band Reamonn. Den Schallplattenauszeichnungen zufolge hat sie bisher mehr als 1,5 Millionen Tonträger verkauft. Ihre erfolgreichste Veröffentlichung ist das fünfte Studioalbum Reamonn mit über 310.000 verkauften Einheiten.

## Alben

### Studioalben
| Jahr | Titel Musiklabel                   | Höchstplatzierung, Gesamtwochen, AuszeichnungChartplatzierungen (Jahr, Titel, Musiklabel, Platzierungen, Wochen, Auszeichnungen, Anmerkungen) | Höchstplatzierung, Gesamtwochen, AuszeichnungChartplatzierungen (Jahr, Titel, Musiklabel, Platzierungen, Wochen, Auszeichnungen, Anmerkungen) | Höchstplatzierung, Gesamtwochen, AuszeichnungChartplatzierungen (Jahr, Titel, Musiklabel, Platzierungen, Wochen, Auszeichnungen, Anmerkungen) | Anmerkungen                                                |
| Jahr | Titel Musiklabel                   | DE | AT | CH | Anmerkungen                                                |
| ---- | ---------------------------------- | --- | --- | --- | ---------------------------------------------------------- |
| 2000 | Tuesday Virgin Records (EMI)       | DE5 Gold · (39 Wo.)DE | AT10 (17 Wo.)AT | — | Erstveröffentlichung: 9. Mai 2000 Verkäufe: + 150.000      |
| 2001 | Dream No.7 Virgin Records (EMI)    | DE6 (13 Wo.)DE | AT37 (4 Wo.)AT | CH26 (7 Wo.)CH | Erstveröffentlichung: 3. September 2001                    |
| 2003 | Beautiful Sky Virgin Records (EMI) | DE3 Platin · (65 Wo.)DE | AT39 (25 Wo.)AT | CH16 (55 Wo.)CH | Erstveröffentlichung: 23. Mai 2003 Verkäufe: + 220.000     |
| 2006 | Wish Island Records (UMG)          | DE2 Platin · (55 Wo.)DE | AT13 (15 Wo.)AT | CH2 (33 Wo.)CH | Erstveröffentlichung: 15. April 2006 Verkäufe: + 207.500   |
| 2008 | Reamonn Island Records (UMG)       | DE2 ×3Dreifachgold · (43 Wo.)DE | AT9 (15 Wo.)AT | CH7 Gold · (23 Wo.)CH | Erstveröffentlichung: 7. November 2008 Verkäufe: + 315.000 |

### Livealben
| Jahr | Titel Musiklabel                                            | Höchstplatzierung, Gesamtwochen, AuszeichnungChartplatzierungen (Jahr, Titel, Musiklabel, Platzierungen, Wochen, Auszeichnungen, Anmerkungen) | Höchstplatzierung, Gesamtwochen, AuszeichnungChartplatzierungen (Jahr, Titel, Musiklabel, Platzierungen, Wochen, Auszeichnungen, Anmerkungen) | Höchstplatzierung, Gesamtwochen, AuszeichnungChartplatzierungen (Jahr, Titel, Musiklabel, Platzierungen, Wochen, Auszeichnungen, Anmerkungen) | Anmerkungen                                                                            |
| Jahr | Titel Musiklabel                                            | DE | AT | CH | Anmerkungen                                                                            |
| ---- | ----------------------------------------------------------- | --- | --- | --- | -------------------------------------------------------------------------------------- |
| 2004 | Raise Your Hands Virgin Records (EMI)                       | DE7 (10 Wo.)DE | AT33 (4 Wo.)AT | CH20 (6 Wo.)CH | Erstveröffentlichung: 10. September 2004                                               |
| 2007 | Wish – Live Island Records (UMG)                            | DE*DE | — | — | Erstveröffentlichung: 1. Juni 2007 * Verkäufe werden dem Studioalbum hinzuaddiert      |
| 2009 | Reamonn – Live Island Records (UMG)                         | DE*DE | — | — | Erstveröffentlichung: 20. November 2009 * Verkäufe werden dem Studioalbum hinzuaddiert |
| 2010 | Eleven – Live & Acoustic at the Casino Island Records (UMG) | DE*DE | — | — | Erstveröffentlichung: 26. November 2010 * Verkäufe werden dem Studioalbum hinzuaddiert |

### Kompilationen
| Jahr | Titel Musiklabel            | Höchstplatzierung, Gesamtwochen, AuszeichnungChartplatzierungen (Jahr, Titel, Musiklabel, Platzierungen, Wochen, Auszeichnungen, Anmerkungen) | Höchstplatzierung, Gesamtwochen, AuszeichnungChartplatzierungen (Jahr, Titel, Musiklabel, Platzierungen, Wochen, Auszeichnungen, Anmerkungen) | Höchstplatzierung, Gesamtwochen, AuszeichnungChartplatzierungen (Jahr, Titel, Musiklabel, Platzierungen, Wochen, Auszeichnungen, Anmerkungen) | Anmerkungen                                               |
| Jahr | Titel Musiklabel            | DE | AT | CH | Anmerkungen                                               |
| ---- | --------------------------- | --- | --- | --- | --------------------------------------------------------- |
| 2010 | Eleven Island Records (UMG) | DE6 Gold · (22 Wo.)DE | AT27 (4 Wo.)AT | CH19 (7 Wo.)CH | Erstveröffentlichung: 27. August 2010 Verkäufe: + 100.000 |

## Singles
| Jahr | Titel Album                         | Höchstplatzierung, Gesamtwochen, AuszeichnungChartplatzierungen (Jahr, Titel, Album, Platzierungen, Wochen, Auszeichnungen, Anmerkungen) | Höchstplatzierung, Gesamtwochen, AuszeichnungChartplatzierungen (Jahr, Titel, Album, Platzierungen, Wochen, Auszeichnungen, Anmerkungen) | Höchstplatzierung, Gesamtwochen, AuszeichnungChartplatzierungen (Jahr, Titel, Album, Platzierungen, Wochen, Auszeichnungen, Anmerkungen) | Anmerkungen                                                              |
| Jahr | Titel Album                         | DE | AT | CH | Anmerkungen                                                              |
| ---- | ----------------------------------- | --- | --- | --- | ------------------------------------------------------------------------ |
| 2000 | Supergirl Tuesday                   | DE4 Gold · (27 Wo.)DE | AT4 (18 Wo.)AT | CH10 (25 Wo.)CH | Erstveröffentlichung: 27. März 2000 Verkäufe: + 250.000                  |
| 2000 | Josephine Tuesday                   | DE35 (11 Wo.)DE | — | CH61 (10 Wo.)CH | Erstveröffentlichung: 21. August 2000                                    |
| 2000 | Waiting There for You Tuesday       | DE80 (6 Wo.)DE | — | — | Erstveröffentlichung: 27. November 2000                                  |
| 2001 | Jeanny Dream No. 7                  | DE18 (9 Wo.)DE | AT31 (8 Wo.)AT | CH86 (5 Wo.)CH | Erstveröffentlichung: 24. Juni 2001 feat. Xavier Naidoo; Original: Falco |
| 2001 | Weep Dream No. 7                    | DE69 (9 Wo.)DE | — | — | Erstveröffentlichung: 17. September 2001                                 |
| 2002 | Life Is a Dream Dream No. 7         | DE77 (1 Wo.)DE | — | — | Erstveröffentlichung: 11. Januar 2002                                    |
| 2002 | Place of No Return (In Zaire) –     | DE38 (7 Wo.)DE | AT56 (5 Wo.)AT | — | Erstveröffentlichung: 17. Juni 2002 Original: Johnny Wakelin             |
| 2003 | Star Beautiful Sky                  | DE23 (12 Wo.)DE | AT41 (7 Wo.)AT | CH39 (11 Wo.)CH | Erstveröffentlichung: 28. April 2003                                     |
| 2003 | Alright Beautiful Sky               | DE17 (23 Wo.)DE | AT5 (22 Wo.)AT | CH36 (9 Wo.)CH | Erstveröffentlichung: 8. September 2003                                  |
| 2004 | Strong Beautiful Sky                | DE45 (9 Wo.)DE | — | — | Erstveröffentlichung: 8. März 2004                                       |
| 2004 | Sunshine Baby Beautiful Sky         | DE65 (6 Wo.)DE | — | — | Erstveröffentlichung: 13. Juli 2004                                      |
| 2004 | Angels Fly Beautiful Sky            | — | — | — | Erstveröffentlichung: 6. Dezember 2004                                   |
| 2006 | Promise (You & Me) Wish             | DE17 (10 Wo.)DE | AT29 (9 Wo.)AT | CH35 (11 Wo.)CH | Erstveröffentlichung: 24. März 2006                                      |
| 2006 | Tonight Wish                        | DE11 Gold · (19 Wo.)DE | AT28 (19 Wo.)AT | CH20 (28 Wo.)CH | Erstveröffentlichung: 7. Juli 2006 Verkäufe: + 170.000                   |
| 2006 | The Only Ones Wish                  | DE23 (15 Wo.)DE | AT26 (12 Wo.)AT | CH32 (17 Wo.)CH | Erstveröffentlichung: 10. November 2006 feat. Lucie Silvas               |
| 2007 | Serpentine Wish                     | DE38 (9 Wo.)DE | AT66 (2 Wo.)AT | — | Erstveröffentlichung: 18. Mai 2007                                       |
| 2008 | Through the Eyes of a Child Reamonn | DE6 Gold · (22 Wo.)DE | AT13 (24 Wo.)AT | CH15 (24 Wo.)CH | Erstveröffentlichung: 10. Oktober 2008 Verkäufe: + 150.000               |
| 2009 | Million Miles Reamonn               | DE17 (11 Wo.)DE | AT30 (15 Wo.)AT | CH41 (9 Wo.)CH | Erstveröffentlichung: 13. Februar 2009                                   |
| 2009 | Moments Like This Reamonn           | DE19 (15 Wo.)DE | AT53 (3 Wo.)AT | — | Erstveröffentlichung: 5. Juni 2009                                       |
| 2009 | Aeroplane Reamonn                   | DE37 (9 Wo.)DE | AT52 (13 Wo.)AT | — | Erstveröffentlichung: 17. November 2009                                  |
| 2010 | Yesterday Eleven                    | DE31 (11 Wo.)DE | — | — | Erstveröffentlichung: 13. August 2010                                    |
| 2010 | Colder Eleven                       | DE67 (3 Wo.)DE | — | — | Erstveröffentlichung: 23. November 2010                                  |

## Videoalben und Musikvideos

### Videoalben
| Jahr | Titel Musiklabel                                            | Anmerkungen                                                                          |
| ---- | ----------------------------------------------------------- | ------------------------------------------------------------------------------------ |
| 2004 | Raise Your Hands Virgin Records (EMI)                       | Erstveröffentlichung: 10. September 2004                                             |
| 2007 | Wish – Live Island Records (UMG)                            | Erstveröffentlichung: 1. Juni 2007 Verkäufe werden dem Studioalbum hinzuaddiert      |
| 2010 | Eleven – Live & Acoustic at the Casino Island Records (UMG) | Erstveröffentlichung: 26. November 2010 Verkäufe werden dem Studioalbum hinzuaddiert |

### Musikvideos
| Jahr | Titel                         | Regie               |
| ---- | ----------------------------- | ------------------- |
| 2000 | Supergirl                     | Felicitas Korn      |
| 2000 | Josephine                     | Olaf Heine          |
| 2000 | Waiting There for You         |                     |
| 2001 | Jeanny                        |                     |
| 2001 | Weep                          | Olaf Heine          |
| 2002 | Life Is a Dream               | Alan Smithee        |
| 2002 | Place of No Return (In Zaire) |                     |
| 2003 | Star                          | Joern Heitmann      |
| 2003 | Alright                       |                     |
| 2004 | Sunshine Baby                 | Hans Hammers Jr. II |
| 2006 | Promise (You & Me)            |                     |
| 2006 | Tonight                       | Katja Kuhl          |
| 2006 | The Only Ones                 | Oleg Assadulin      |
| 2007 | Serpentine                    |                     |
| 2008 | Through the Eyes of a Child   |                     |
| 2008 | Open Skies                    | Dan Maag            |
| 2009 | Million Miles                 |                     |
| 2009 | Moments Like This             | Sasa Stanojcic      |
| 2009 | Aeroplane                     | James Slater        |
| 2009 | Serenade Me                   | Philipp Lenner      |
| 2010 | Yesterday                     | Katja Kuhl          |
| 2010 | Colder                        | Christian Lang      |

## Promoveröffentlichungen
| Jahr | Titel Album         | Anmerkungen                          |
| ---- | ------------------- | ------------------------------------ |
| 2009 | Set of Keys Reamonn | Erstveröffentlichung: 27. April 2009 |

## Sonderveröffentlichungen

### Alben
| Jahr | Titel Musiklabel          | Anmerkungen                                               |
| ---- | ------------------------- | --------------------------------------------------------- |
| 2007 | Wish Island Records (UMG) | Erstveröffentlichung: 17. August 2007 Teilauszug aus Wish |

### Lieder
| Jahr | Titel Album                                      | Anmerkungen                                              |
| ---- | ------------------------------------------------ | -------------------------------------------------------- |
| 2002 | Come Together With a Little Help from My Friends | Erstveröffentlichung: 21. Mai 2002 Original: The Beatles |

### Videoalben
| Jahr | Titel Musiklabel                                        | Anmerkungen                                                                 |
| ---- | ------------------------------------------------------- | --------------------------------------------------------------------------- |
| 2006 | L.A. Rollercoaster Island Records (UMG)                 | Erstveröffentlichung: 21. April 2006 Teil von Wish (Deluxe Limited Edition) |
| 2009 | Live in Studio / Behind the Scenes Island Records (UMG) | Erstveröffentlichung: 2009 Teil von Reamonn (Enhanced Edition)              |
| 2009 | Reamonn – Live Island Records (UMG)                     | Erstveröffentlichung: 20. November 2009 Teil von Reamonn – Live (Digipak)   |

## Statistik

### Chartauswertung
|                     | DE    | AT    | CH    |
| ------------------- | ----- | ----- | ----- |
| Nummer-eins-Alben   | DE—DE | AT—AT | CH—CH |
| Top-10-Alben        | DE7DE | AT2AT | CH2CH |
| Alben in den Charts | DE7DE | AT7AT | CH6CH |

|                       | DE     | AT     | CH     |
| --------------------- | ------ | ------ | ------ |
| Nummer-eins-Singles   | DE—DE  | AT—AT  | CH—CH  |
| Top-10-Singles        | DE2DE  | AT2AT  | CH—CH  |
| Singles in den Charts | DE21DE | AT13AT | CH10CH |

### Auszeichnungen für Musikverkäufe
| Goldene Schallplatte - Griechenland - 2007: für das Album Wish - Portugal - 2004: für das Album Beautiful Sky | Platin-Schallplatte - Griechenland - 2025: für die Single Tonight |

Anmerkung: Auszeichnungen in Ländern aus den Charttabellen bzw. Chartboxen sind in ebendiesen zu finden.
| Land/RegionAuszeichnungen für Musikverkäufe (Land/Region, Auszeichnungen, Verkäufe, Quellen) | Gold     | Platin     | Verkäufe  | Quellen           |
| -------------------------------------------------------------------------------------------- | -------- | ---------- | --------- | ----------------- |
| Deutschland (BVMI)                                                                           | 6× Gold6 | 3× Platin3 | 1.500.000 | musikindustrie.de |
| Griechenland (IFPI)                                                                          | Gold1    | Platin1    | 27.500    | Einzelnachweise   |
| Portugal (AFP)                                                                               | Gold1    | —          | 20.000    | Einzelnachweise   |
| Schweiz (IFPI)                                                                               | Gold1    | —          | 15.000    | hitparade.ch      |
| Insgesamt                                                                                    | 9× Gold9 | 4× Platin4 |           |                   |